# النور بارکر
الِنور بارکر (انگلیسی: Elinor Barker؛ زادهٔ ۷ سپتامبر ۱۹۹۴) بانوی دوچرخه‌سوار اهل بریتانیا است.
او در مسابقات کشوری و بین‌المللی در مجموع برنده ۵ مدال طلا، ۲ مدال نقره، ۲ مدال برنز شده که مهمترینِ آن‌ها مدال طلای تیمی المپیک ۲۰۱۶ ریو در رشتهٔ دوچرخه‌سواری تعقیبی است.